# 渡辺一徳
渡辺 一徳（わたなべ かずのり、1943年7月5日 - 2022年1月24日）は、日本の地質学者。
専門は自然災害科学で、主に阿蘇山の研究を手がけた。

## 来歴
熊本県和水町出身。熊本県立玉名高等学校を経て熊本大学教育学部卒業。農業高校の理科教諭をへて1972年に母校の熊本大学教育学部の講師、助教授、教授を歴任した。定年退官の際には名誉教授となっている。
その後は、阿蘇火山博物館の学術顧問を死去まで務めていた。